# Château de Loevestein
Le château de Loevestein, en néerlandais Slot Loevestein, est un château néerlandais situé dans le delta de la Meuse et du Rhin, à l'extrême ouest du Bommelerwaard, dans la commune de Zaltbommel (province de Gueldre).
Il est particulièrement connu pour avoir été une prison d'État de la république des Provinces-Unies (1581-1795), qui a hébergé notamment Hugo Grotius (1619) et Johan de Witt (1650).

## Géographie

### Situation
Le château a été construit en un lieu stratégique : la pointe située au confluent du Waal, un des bras du Rhin, et d'un bras de la Meuse (Afgedamde Maas), dont la réunion forme la Merwede supérieure.
Il est donc au cœur du delta du Rhin, à une vingtaine de kilomètres en amont de Rotterdam et une dizaine en amont de Dordrecht.
Au niveau local, il se trouve à environ 3 km à l'ouest des villages de Brakel et de Poederoijen et 10 km du bourg de Zaltbommel.

### Hydrographie
De tout temps, la situation géographique de Loevestein a eu une grande influence sur l'accessibilité du château. Dès la construction, les propriétaires se sont battus contre les eaux. Il y a toujours un risque d'inondation de la seule route d'accès à Loevestein (Schouwerdijk), qui devient alors inutilisable.
Il existe une liaison par bac (pour piétons) vers Woudrichem (sur la rive gauche de la Meuse).
La politique nationale de la gestion des eaux peut avoir d'importantes conséquences pour le château. Il se peut que dans un avenir proche Loevestein devienne une île.

## Histoire
Cet endroit, qui se trouvait à la frontière historique entre le comté de Hollande et le duché de Gueldre, se trouve aujourd'hui à la frontière des trois provinces de Hollande-Méridionale, de Gueldre et du Brabant-Septentrional.

### Le château
Le château a été construit vers 1368 par le seigneur d'Altena, Thierry Loef de Horne, d'abord en vue de la perception d'un péage sur les fleuves adjacents ; mais il a aussi servi de prison d’État.
À partir du XVIIe siècle, durant la guerre de Quatre-Vingts Ans (1568-1648), Loevestein fait partie de la ligne de défense de la Hollande.

### La prison

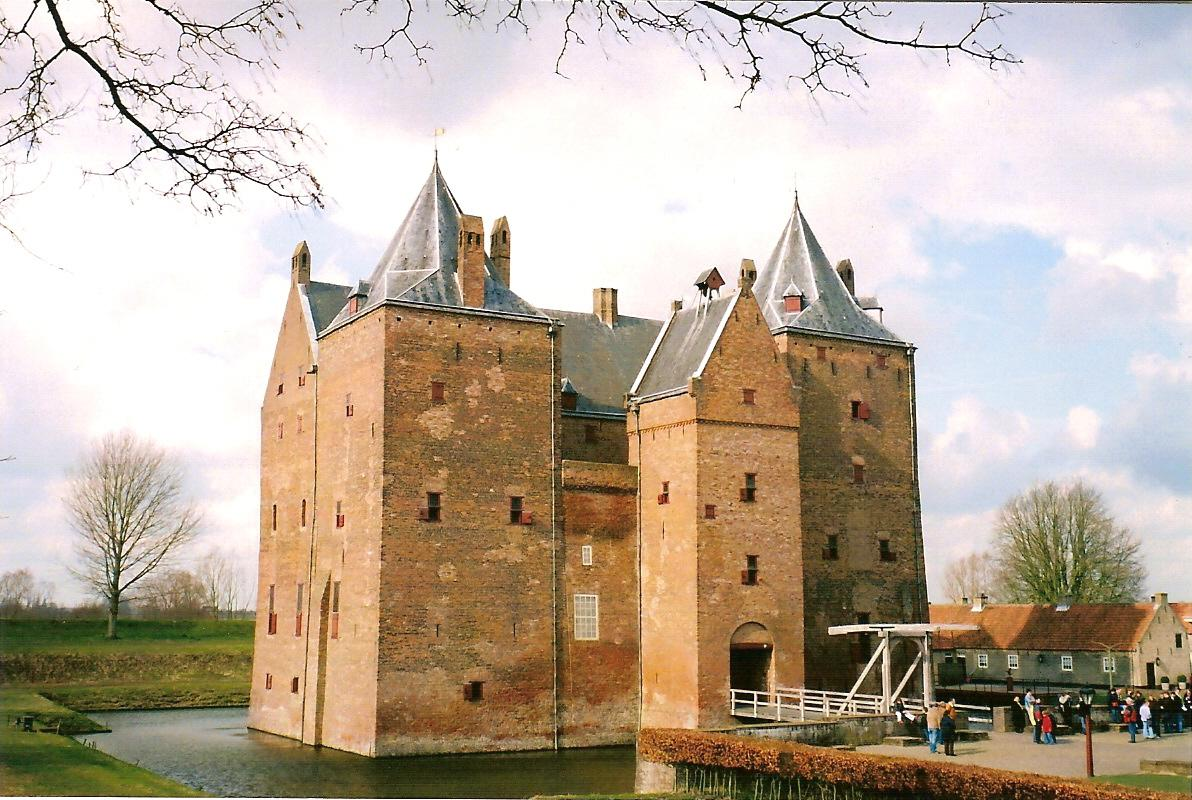
Le Château de Loevestein

Lors de la guerre des Hameçons et des Cabillauds (1360-1490), Loevestein est utilisée comme prison, notamment pour les adversaires de Jacqueline de Hainaut (1401-1436).
Le château devint une prison d'État de la république des Provinces-Unies, créée en 1581 par sécession depuis les Pays-Bas des Habsbourg au cours de l'insurrection contre Philippe II.
Le juriste Hugo Grotius (1583-1645), un des dirigeants de la province de Hollande aux côtés du grand-pensionnaire Johan van Oldenbarnevelt (1547-1619), y est enfermé après sa condamnation à la prison perpétuelle en 1619, mais il réussit à s'évader en 1621.
En 1631, sept pasteurs remontrants (arminiens) s'évadent dans un grand fût de bière.
En 1650, le stathouder Guillaume II y fait emprisonner six membres des États généraux, parmi lesquels Johan de Witt, bourgmestre de Dordrecht.

## Le château aujourd'hui
Loevestein a été conservé en grande partie comme château fort médiéval.
De nos jours, le château est un musée d’État ouvert au public.